# Godless: The Eastfield Exorcism
Godless: The Eastfield Exorcism (también conocido como In God's Care) es una película de terror australiana de 2023 dirigida por Nick Kozakis y escrita por Alexander Angliss-Wilson. Está protagonizada por Georgia Eyers, Dan Ewing, Tim Pocock, Rosie Traynor y Eliza Matengu.
Godless: The Eastfield Exorcism se estrenó en Filipinas el 8 de marzo de 2023, antes de tener su estreno mundial en el Overlook Film Festival de 2023. Fue estrenada en video bajo demanda y plataformas digitales en Norteamérica el 6 de abril de 2023 y el 30 de junio de 2023 en Australia.
La historia se basa libremente en el fallido exorcismo de Joan Vollmer en 1993 en Amberes, Victoria.

## Reparto
- Georgia Eyers como Lara[11]
- Dan Ewing como Ron Levonde[11][12]
- Tim Pocock como Daniel[11]
- Rosie Traynor como Barbara[11]
- Eliza Matengu como Dra. Marsa Walsh[11]
- John Wood como Detective Chambers[11]
- Ella Bourne como Allie Johnston[11]
- Sunny S. Walia como Lance[11]
- Carlia Capozza como Oficial Kim Jones[11]
- Hugh Sexton como fontanero[11]

## Producción
El rodaje tuvo lugar en Shire of Hepburn en Victoria, Australia, en noviembre y diciembre de 2021.

## Estreno
El 2 de marzo de 2023, se anunció que XYZ Films había adquirido los derechos de distribución en Norteamérica de Godless: The Eastfield Exorcism. El 7 de marzo de 2023 se lanzó un avance oficial de la película en YouTube.
Godless: The Eastfield Exorcism se estrenó en Filipinas el 8 de marzo de 2023 y se presentó en los cines SM Cinema. La película tuvo su estreno mundial en el Overlook Film Festival en Nueva Orleans, Luisiana, Estados Unidos, entre el 30 de marzo y el 2 de abril de 2023. Se estrenó en plataformas digitales y de video bajo demanda (VOD) en América del Norte el 6 de abril de 2023 y en Australia el 30 de junio de 2023.